# مسجد الحاج مولود
مسجد الحاج مولود (شيخ رشكا سابقاً) هو من مساجد أربيل القديمة في العراق، ويعتبر من المساجد الأثرية التراثية، ولقد أسسه وبناه الحاج مولود بن الحاج فتاح البقال في عهد الدولة العثمانية وتبلغ مساحته 2000م2، ثم استغل المبنى من قبل الجيش العثماني كمستشفى أثناء الحرب، والمبنى مشيد من مادة الآجر والطين بينما السقف مازال مشيداً من جذوع الأشجار، ويقع المسجد في مركز مدينة أربيل في السوق قرب قلعة أربيل.
وكانت باحة المسجد كبيرة وواسعة يتوسطها حوض ماء مفتوح وداخل المسجد مصلى فيه أربعة أعمدة ويحمل ستة قباب كبيرة وقبتين صغيرتين، مبنية من الآجر والجص وتعلوه مئذنة قديمة ذات حوض مثمن الشكل مبنية من الآجر والجص أيضاً، وتم تعميرهُ حالياً بمخطط عمراني حديث مع الأحتفاظ ببنائهِ التراثي القديم، وللمسجد محفل للقراء ويتوسط الحرم المحراب وتم تعمير المسجد في عام 1403هـ/1982م، وفي المسجد مكتبة تحتوي على عدد من المخطوطات القيمة التراثية التي يعود تاريخها إلى ما يقارب قرن من الزمن وبالإضافة إلى كتب قديمة طبعت بالمطابع الحجرية.